# Illiberis transvena
Illiberis transvena es una especie de mariposa de la familia Zygaenidae.
Fue descrita científicamente por Jordan en 1907.